# Kreuzdorn-Zipfelfalter
Der Kreuzdorn-Zipfelfalter (Satyrium spini), oder auch „Schlehen-Zipfelfalter“ genannt, ist ein Schmetterling (Tagfalter) aus der Familie der Bläulinge (Lycaenidae).

## Beschreibung
Oberseits sind die Flügel dunkelgraubraun mit schwachen orangen Flecken im Analwinkel. Bei Weibchen sind die orangen Flecken deutlicher ausgeprägt, auf dem Vorderflügel ist ein oranger Schimmer zu erkennen. Auf der graubraunen Flügelunterseite fällt eine weiße, unterbrochene Linie in der Postdiskalregion auf, sowie eine nach oben auslaufende orange Submarginalbinde, in der unterhalb des namensgebenden Flügelfortsatzes, dem „Zipfel“, ein großer Silberfleck zu sehen ist, der die Submarginalbinde abschließt. In der Diskal- und Basalregion finden sich keine Punkte oder Zeichnung, lediglich eine schwache hellgraue Beschuppung. Der Akazienzipfelfalter kann mit anderen Zipfelfaltern verwechselt werden, die Unterschiede sind jedoch eindeutig (v. a. großer Silberfleck) und lassen einen fotografischen Nachweis zu.

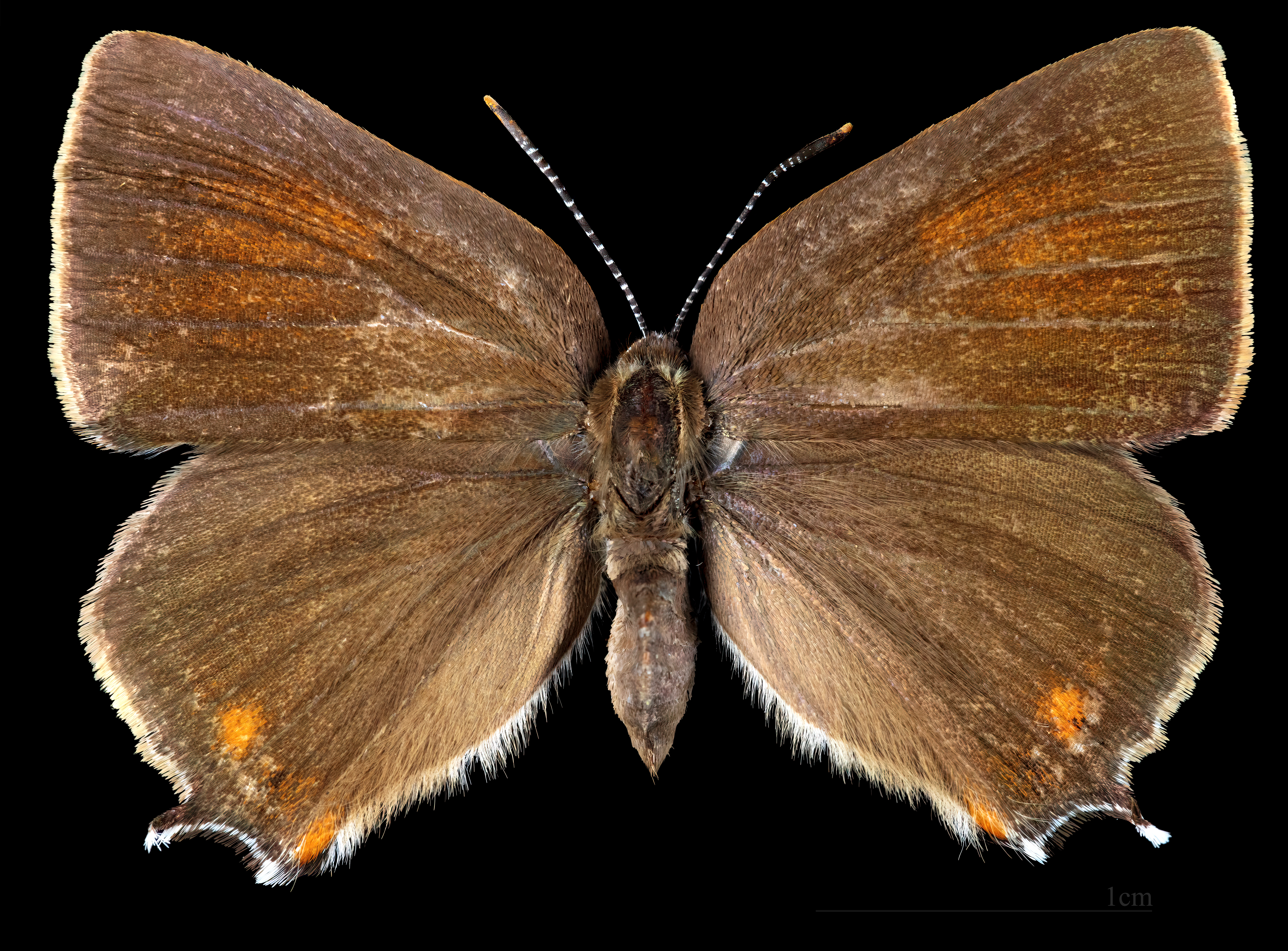
Satyrium spini ♂
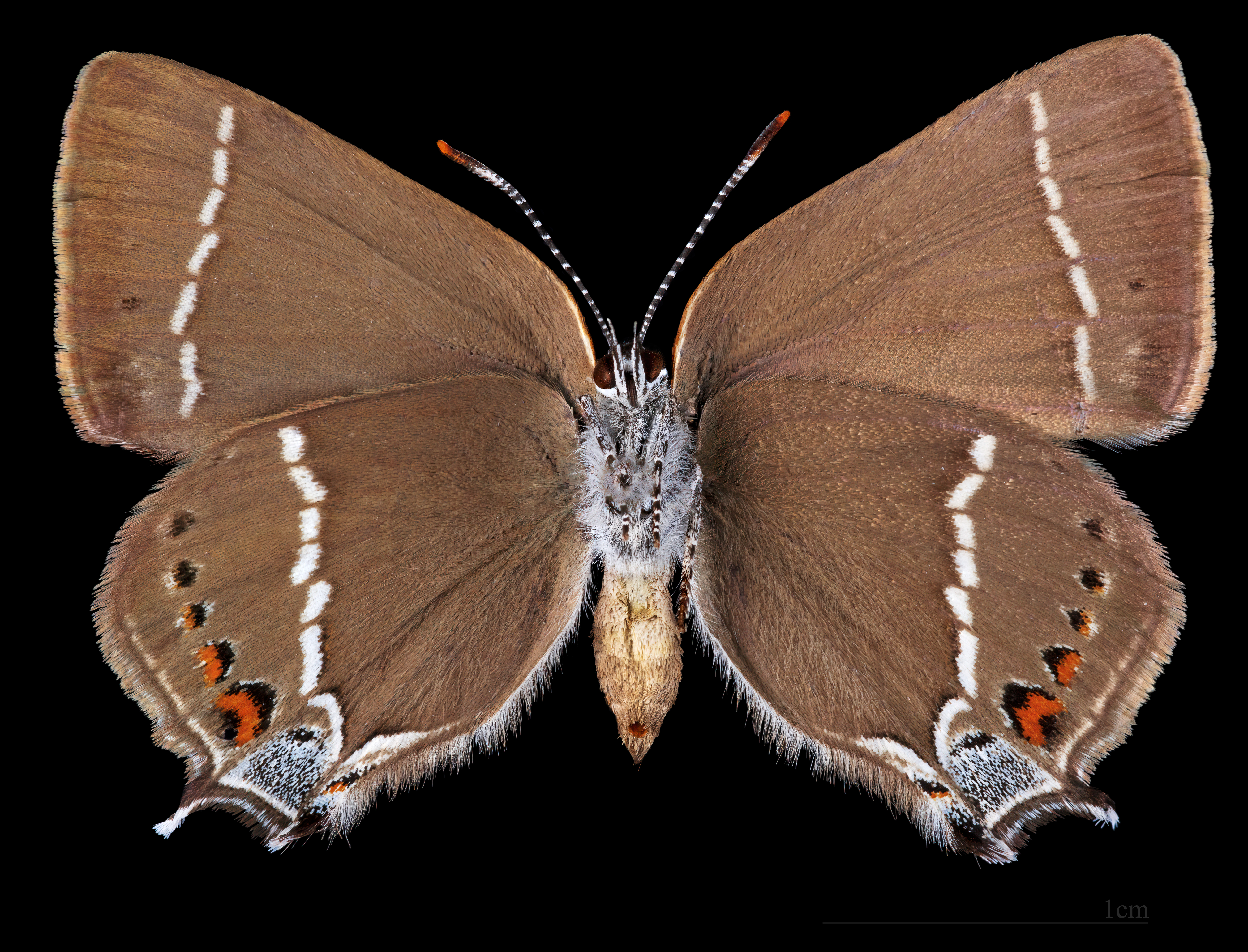
Satyrium spini ♂  △

 male.jpg

## Flugzeit
Satyrium spini ist einbrütig, d. h., er bringt nur eine Generation hervor, die von Ende Mai (südliche Lokalität) bis Juli/August fliegt.

## Lebensraum
Trockene bis sehr trockene, heiße Standorte mit reichlichen Vorkommen an Krüppelschlehen, die idealerweise über Geröll stehen.

## Lebensweise
Die Futterpflanze ist der Kreuzdorn (Rhamnus). Die Eier überwintern in den Astgabeln. Die Raupe frisst die Blätter und sitzt meist auf der Unterseite. Die Falter saugen gerne an gelbblütigen Kreuzkrautarten (Senecio).

## Verbreitung
Satyrium spini ist verbreitet von der Iberischen Halbinsel bis Iran und Irak. Nördlich kommt die Art bis 54° N vor, mit Ausnahme Belgiens, Nordfrankreichs und den Niederlanden. Stellenweise ist die Art stark gefährdet, da die durch Beweidung entstandenen Biotope verbuschen oder aufgeforstet werden.